# Ra’uf Raschid Abd ar-Rahman

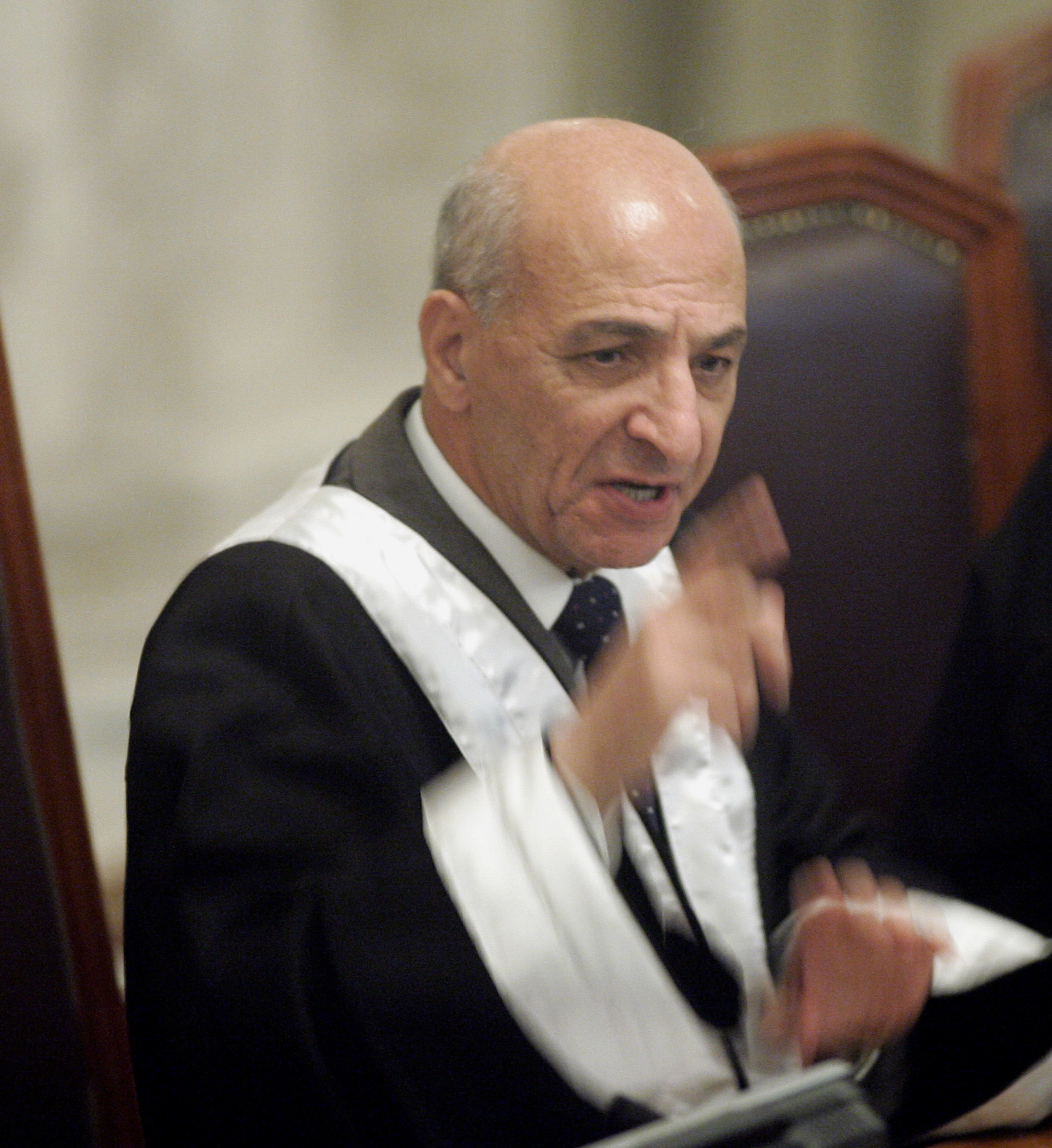
Ra’uf Raschid Abd ar-Rahman (2006)

Ra’uf Raschid Abd ar-Rahman (arabisch رؤوف رشيد عبد الرحمن, DMG Raʾūf Rašīd ʿAbd ar-Raḥmān, auch Rauf Rashid Abd al-Rahman; kurdisch ڕەئووف ڕەشید عەبدولڕەحمان Reûf Reşîd Ebdulrehman; * 1941 in Halabdscha) ist ein ehemaliger irakischer, kurdischer Richter im fünfköpfigen Tribunal (Supreme Iraqi Criminal Tribunal) im Prozess gegen den Diktator Saddam Hussein. Ra’uf Raschid Abd ar-Rahman, ursprünglich Stellvertreter des Vorsitzenden Richters und ebenfalls Kurde, Rizgar Muhammad Amin, übernahm den Vorsitz, nachdem Rizgar Amin seinen Rücktritt als Vorsitzenden Richter im Prozess gegen Saddam Hussein am 14. Januar 2006 eingereicht hatte.
Saddam Hussein wurde von Ra’uf Raschid Abd ar-Rahman am 5. November 2006 zum Tode durch den Strang verurteilt.
Nach lokalen irakischen Medienberichten wurde Ra’uf Raschid Abd ar-Rahman im Juni 2014 von ISIS-Angehörigen gefangen genommen und getötet. Dies wurde später dementiert.